# Saint-Beauzire (Puy-de-Dôme)
 Saint-Beauzire  es una población y comuna francesa, situada en la región de Auvernia, departamento de Puy-de-Dôme, en el distrito de Riom y cantón de Ennezat.

## Demografía
| 940 | 1010 | 1400 | 1607 | 1872 | 1857 | 2073 | 2104 | 2180 |
| Para los censos de 1962 a 1999 la población legal corresponde a la población sin duplicidades (Fuente: INSEE [Consultar]) |      |      |      |      |      |      |      |      |